# Ernst Steinkellner
Ernst Steinkellner (Graz, 3 oktober 1937) is een Oostenrijks boeddholoog, indoloog en tibetoloog.

## Studie
Steinkellner werd doctor in Indologie (Indiakunde) in 1963 in Wenen en hij habiliteerde in 1967.

## Loopbaan
In 1971 werd hij visiting lecturer aan de Universiteit van Pennsylvania en een jaar later, in 1972, associate professor in de Indiase filosofie aan dezelfde universiteit.
Hem werd gevraagd naar de Universiteit van Wenen te komen, waar hij in 1973 het Instituut voor Tibetologie en Boeddhismekunde oprichtte en waarvan hij tot 2000 de voorzitter was. Hierop werd hij voorzitter van het opvolgende Instituut voor Zuid-Azië-, Tibet- en Boeddhismekunde tot aan zijn emeritaat in 2006.
Ernst Steinkellner ontving in 2008 de Ludwig-Wittgenstein-Preis.